# Tour Rosso (Claudio Baglioni)
Tour Rosso è una tournée di grande successo di Claudio Baglioni del 1996.
Il tour, iniziato a seguito dell'uscita di Io sono qui, riscosse uno straordinario successo di pubblico e critica, toccando 51 date complessive in 27 città e registrando oltre 700.000 spettatori, un numero senza precedenti per una tournée indoor in Italia. In molte città, le tappe furono replicate per soddisfare l’elevatissima domanda. Il forte impatto culturale e sociale dell’evento, unito alla sua capacità di coinvolgere trasversalmente diverse generazioni, contribuì a renderlo un vero fenomeno nazionale.

Baglioni durante il tour

Per questi motivi, la rivista TV Sorrisi e Canzoni lo definì evento dell’anno 1996, riconoscendone l’eccezionalità artistica del palco al centro e il primato di affluenza. La stampa e i fan lo ribattezzarono come “il tour infinito”, per la sua durata, il numero di repliche e l’intensità emotiva che lasciò nel pubblico italiano.

## Concezione del tour
Elemento distintivo del Tour Rosso fu la totale assenza di barriere tra l’artista e il pubblico. Il palco era posizionato al centro dell’arena, con spettatori disposti a 360 gradi. La scenografia includeva pedane mobili e un grande tappeto rotante su cui si muovevano Baglioni, la band e il corpo di ballerine chiamato Compagnia dei Colori. Questa disposizione permetteva una totale immersione del pubblico nello spettacolo e un costante contatto visivo e fisico con l'artista.
Dal punto di vista musicale, il concerto era costruito in poliritmia, con la presenza simultanea di due batterie, pianoforti, chitarre e bassi elettrici che eseguivano linee sovrapposte, seguendo l'impianto sonoro complesso dell'album Io sono qui.
L'intera esperienza è stata documentata nella videocassetta Baglioni nel Rosso.
Insieme al Tour Giallo Elettrico costituisce l'album live Attori e spettatori pubblicato a dicembre dello stesso anno che vende un milione di copie.

## Tappe
| Data  | Città           | Sede        |
| ----- | --------------- | ----------- |
| 23/01 | Verona          | Palasport   |
| 24/01 | Verona          | Palasport   |
| 27/01 | Bologna         | Palasport   |
| 29/01 | Ancona          | Palarossini |
| 30/01 | Ancona          | Palarossini |
| 01/02 | Roma            | Palaeur     |
| 02/02 | Roma            | Palaeur     |
| 03/02 | Roma            | Palaeur     |
| 04/02 | Roma            | Palaeur     |
| 06/02 | Caserta         | Palamaggiò  |
| 07/02 | Caserta         | Palamaggiò  |
| 08/02 | Caserta         | Palamaggiò  |
| 09/02 | Caserta         | Palamaggiò  |
| 27/02 | Firenze         | Palasport   |
| 28/02 | Firenze         | Palasport   |
| 29/02 | Firenze         | Palasport   |
| 01/03 | Firenze         | Palasport   |
| 03/03 | Modena          | Palasport   |
| 04/03 | Modena          | Palasport   |
| 07/03 | Milano          | Forum       |
| 08/03 | Milano          | Forum       |
| 09/03 | Milano          | Forum       |
| 11/03 | Genova          | Palasport   |
| 13/03 | Forlì           | Palafiera   |
| 15/03 | Treviso         | Palaverde   |
| 16/03 | Treviso         | Palaverde   |
| 17/03 | Treviso         | Palaverde   |
| 19/03 | Brescia         | Palasport   |
| 20/03 | Brescia         | Palasport   |
| 22/03 | Torino          | Palastampa  |
| 23/03 | Torino          | Palastampa  |
| 27/03 | Bari            | Palaflorio  |
| 28/03 | Bari            | Palaflorio  |
| 29/03 | Bari            | Palaflorio  |
| 31/03 | Reggio Calabria | Palasport   |
| 02/04 | Acireale        | Palasport   |
| 03/04 | Acireale        | Palasport   |
| 06/04 | Marsala         | Palasport   |
| 07/04 | Marsala         | Palasport   |
| 09/04 | Perugia         | Palasport   |
| 10/04 | Perugia         | Palasport   |
| 12/04 | Milano          | Forum       |
| 14/04 | Montichiari     | Palageorge  |
| 16/04 | Forlì           | Palafiera   |
| 18/04 | Bolzano         | Palaonda    |
| 20/04 | Roma            | Palaeur     |
| 23/04 | Caserta         | Palamaggiò  |
| 26/04 | Firenze         | Palasport   |

## Formazione
- Claudio Baglioni - voce, pianoforte, chitarre e tamburello
- Paolo Costa - basso elettrico e cori
- Paolo Gianolio - chitarre e cori
- Gavin Harrison - batteria e percussioni
- Danilo Minotti - chitarre e cori
- Danilo Rea - piano, tastiere e cori
- Elio Rivagli - percussioni e batterie
- Walter Savelli - piano, tastiere e cori
- Stefano Simonazzi - tastiere e computer
- Compagnia dei colori - corpo di ballo
- Conduzione musicale di Paolo Gianolio e Claudio Baglioni